# Tetela del Volcán
Tetela del Volcán (Nahuatl: Tetellan) is stadje in de Mexicaanse staat Morelos. De plaats heeft 9.053 inwoners (census 2005) en is de hoofdplaats van de gemeente Tetela del Volcán.
De naam Tetela komt uit het Nahuatl en betekent 'plaats van de stenen' of 'plaats van de lavabedding'. Het ligt aan de voet van de vulkaan Popocatépetl, waaraan het haar naamt dankt. Rond Tetela liggen verschillende van de vroeg-16e-eeuwse kloosters op de hellingen van de Popocatépetl die op de werelderfgoedlijst staan.
Tetela werd bewoond door de Olmeken-Chicalanca's, Tolteken en later door de Xochimilca's toen het in 1503 door de Azteken onderworpen. Na de val van de Azteekse hoofdstad Tenochtitlan deed Hernán Cortés een poging Tetela te onderwerpen, maar slaagde daar niet in. Later werd Tetela onder aanvoering van de vrouwelijke conquistador María Estrada alsnog onderworpen, die als beloning de plaats als encomienda kreeg toegekend. In de koloniale periode bleven Spaanse en inheemse bestuurssystemen lang naast elkaar bestaan.